# کشتی نفت‌کش کلاس تی‌آی
کشتی نفت‌کش کلاس تی‌آی (به انگلیسی: TI-class supertanker) یک کلاس از کشتی است که طول آن ۳۸۰ متر (۱٬۲۴۶ فوت ۹ اینچ) Length overall می‌باشد.